# Prix Rumford
Ne doit pas être confondu avec Médaille Rumford.
Le prix Rumford est un prix décerné par l'Académie américaine des arts et des sciences à des scientifiques pour des travaux de recherche exceptionnels dans les domaines de la thermique ou de l'optique.

## Historique

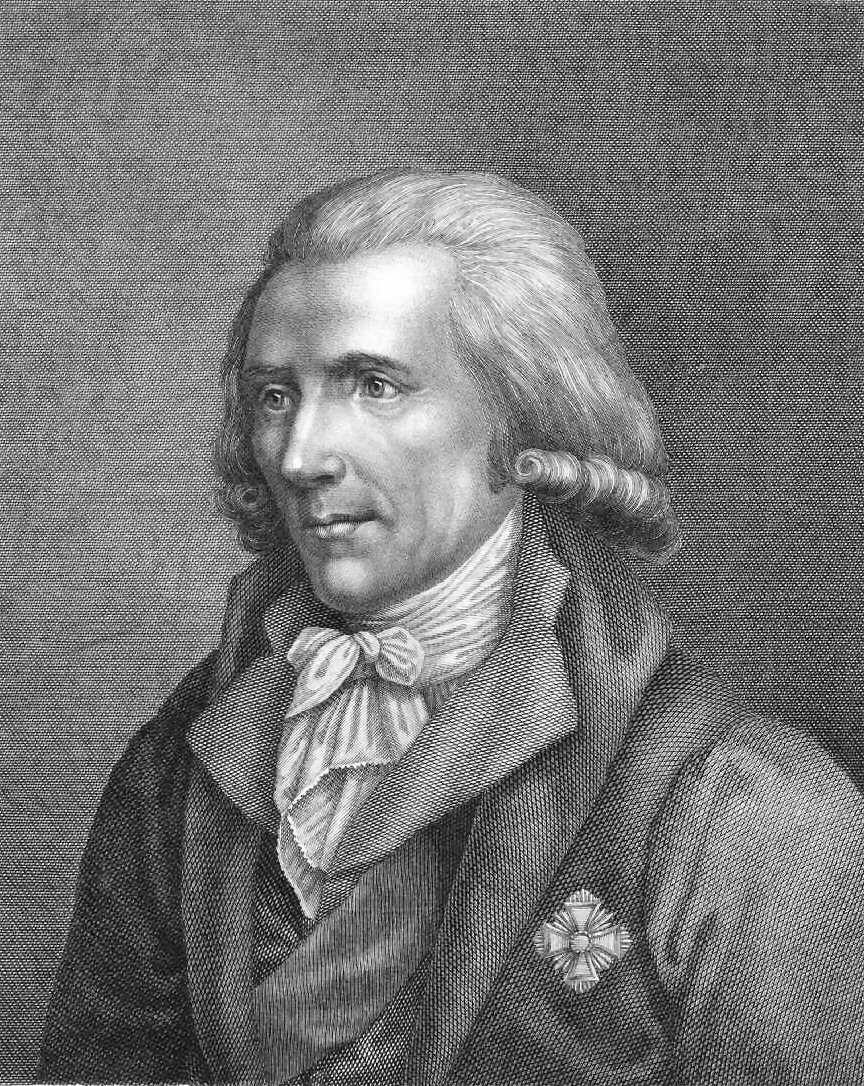
Benjamin Thompson (comte de Rumford)

En 1796, Benjamin Thompson (comte de Rumford) fait don séparément à la Royal Society de Londres et à l'Académie américaine des arts et des sciences (American Academy of Arts and Sciences) de 5 000 dollars destinés à créer un prix scientifique décerné tous les deux ans pour des travaux de recherche exceptionnels dans les domaines de la thermique ou de l'optique. Depuis lors, l'Académie américaine des arts et des sciences décerne le prix Rumford, tandis que la Royal Society londonienne décerne la médaille Rumford. Le prix Rumford n'est décerné, en pratique, qu'à des scientifiques travaillant aux États-Unis. Le prix consiste en une médaille en argent doré.
Même si la dotation date de 1796, le prix n'est décerné pour la première fois qu'en 1839.

## Liste des lauréats

### de 1839 à 1899

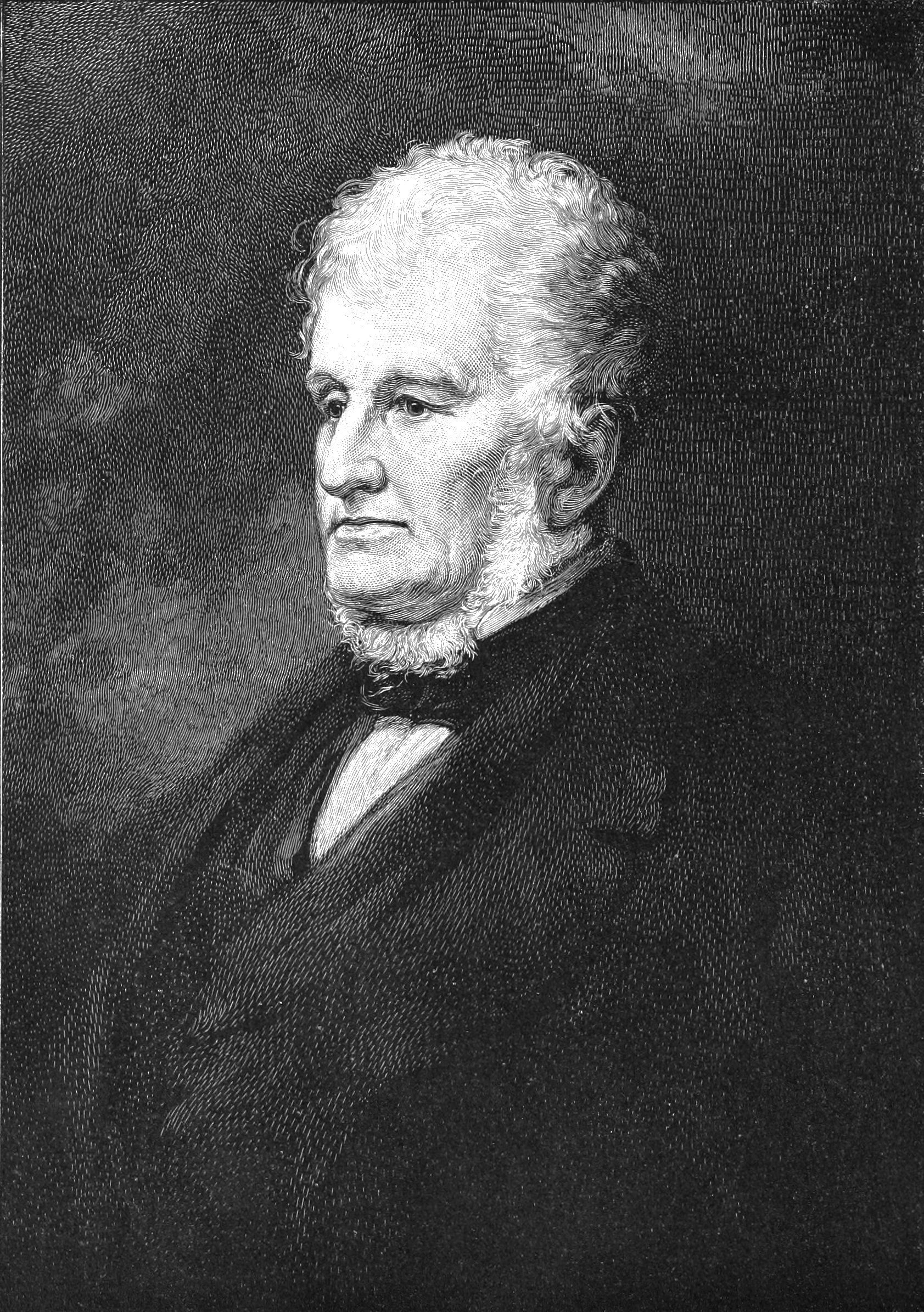
Robert Hare, premier récipiendaire, en 1839.

- 1839 : Robert Hare
- 1862 : John Ericsson
- 1865 : Daniel Treadwell
- 1866 : Alvan Clark
- 1869 : George Henry Corliss
- 1871 : Joseph Harrison Jr
- 1873 : Lewis Morris Rutherfurd
- 1875 : John William Draper
- 1880 : Josiah Willard Gibbs
- 1883 : Henry Augustus Rowland
- 1886 : Samuel Pierpont Langley
- 1888 : Albert Abraham Michelson
- 1891 : Edward Charles Pickering
- 1895 : Thomas Alva Edison
- 1898 : James Edward Keeler
- 1899 : Charles Francis Brush

### de 1900 à 1949

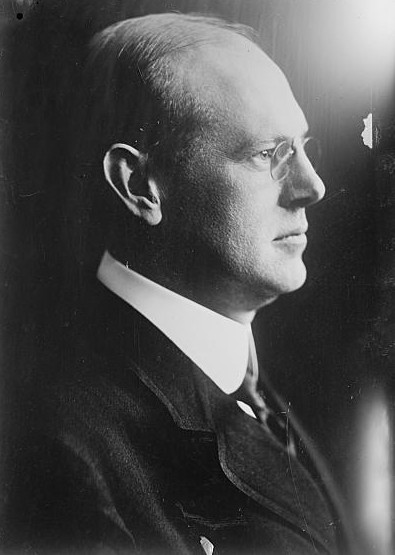
Ernest Fox Nichols, en 1909.

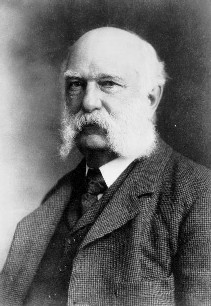
James Madison Crafts, avant 1920.

- 1900 : Carl Barus
- 1901 : Elihu Thomson
- 1902 : George Ellery Hale
- 1904 : Ernest Fox Nichols
- 1907 : Edward Goodrich Acheson
- 1909 : Robert William Wood
- 1910 : Charles Gordon Curtis
- 1911 : James Mason Crafts[1]
- 1912 : Frederic Eugene Ives
- 1913 : Joel Stebbins
- 1914 : William David Coolidge
- 1915 : Charles Greeley Abbot
- 1917 : Percy Williams Bridgman
- 1918 : Theodore Lyman
- 1920 : Irving Langmuir
- 1925 : Henry Norris Russell
- 1926 : Arthur Holly Compton
- 1928 : Edward Leamington Nichols
- 1930 : John Stanley Plaskett
- 1931 : Karl Compton
- 1933 : Harlow Shapley
- 1937 : William Weber Coblentz
- 1939 : George Russell Harrison (en)
- 1941 : Vladimir Kosma Zworykin
- 1943 : Charles Edward Mees
- 1945 : Edwin Herbert Land
- 1947 : Edmund Newton Harvey
- 1949 : Ira Sprague Bowen

### depuis 1951
- 1951 : Herbert E. Ives

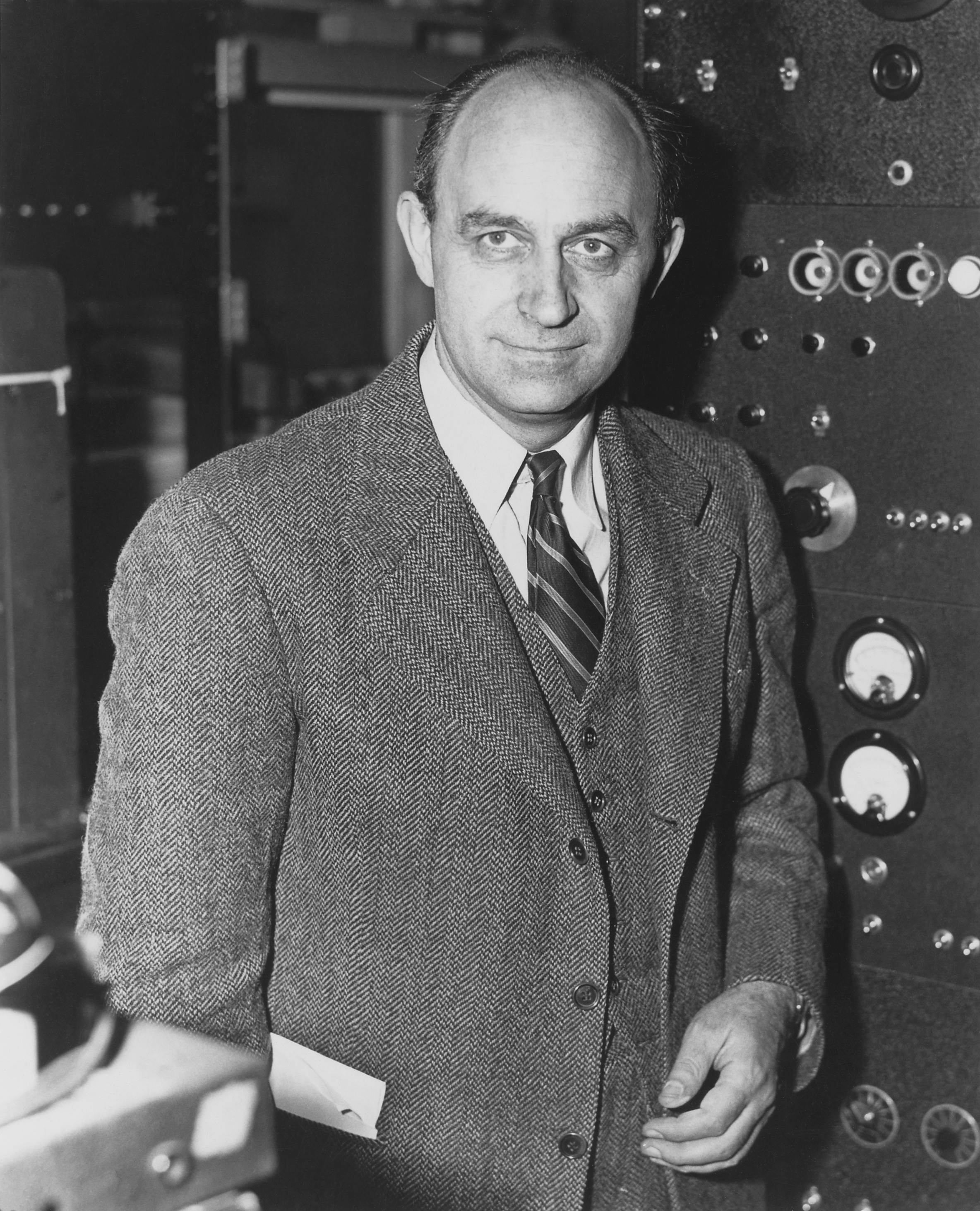
Enrico Fermi, récipiendaire en 1953.

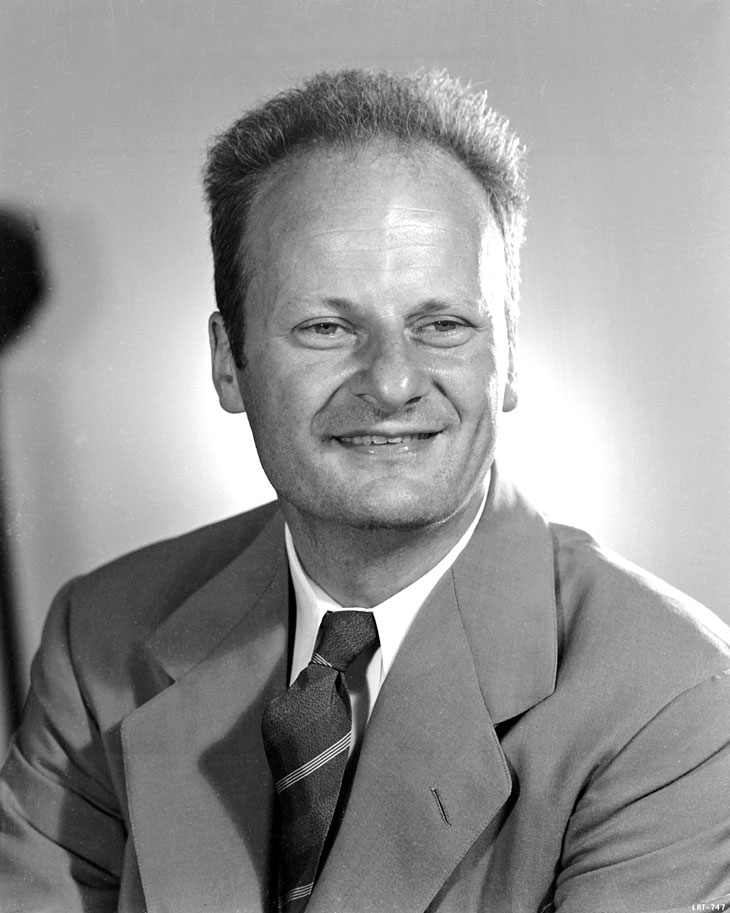
Hans Bethe, récipiendaire en 1963.

- 1953 : Enrico Fermi,  Willis E. Lamb Jr et Lars Onsager
- 1955 : James Franck
- 1957 : Subrahmanyan Chandrasekhar
- 1959 : George Wald
- 1961 : Charles Townes
- 1963 : Hans Albrecht Bethe
- 1965 : Samuel Cornette Collins et William David McElroy
- 1967 : Robert Henry Dicke et Cornelis B. Van Niel
- 1968 : Maarten Schmidt
- 1971 : prix collectif décerné à trois groupes de scientifiques
- 1973 : Edgar Bright Wilson Jr.
- 1976 : Bruno Rossi
- 1980 : Gregorio Weber, Chen Ning Yang et Robert Mills
- 1985 : Hans Georg Dehmelt, Martin Deutsch, Vernon Willard Hughes et Norman Foster Ramsey
- 1986 : Robert B. Leighton, Frank James Low et Gerry Neugebauer
- 1992 : James R. Norris, Joseph J. Katz et George Feher
- 1996 : John C. Mather
- 2008 : Sidney D. Drell, Sam Nunn, William J. Perry et Georges P. Schultz[2]
- 2015 : Frederic Capasso et Alfred Cho
- 2019 : Ernst Bamberg, Ed Boyden, Karl Deisseroth, Peter Hegemann, Gero Miesenböck et Georg Nagel[3]
- 2021 : Charles L. Bennett
- 2025 : Andrea M. Ghez, Astrophysicienne